# Rudolf König (Astronom)
Rudolf König (* 18. April 1865 in Wien; † 30. Januar 1927 in Hietzing) war ein österreichischer Amateurastronom, der sich durch einen Mondatlas und astronomische Positionsbestimmungen verdient machte.
König besuchte das Gymnasium in Wien und später die Handelsschule in Leipzig. Nach Abschluss seiner schulischen Ausbildung arbeitete er in der Pelzgroßhandlung seines Vaters. Daneben besuchte er Vorlesungen an der Universität Wien und eignete sich astronomische Kenntnisse an.

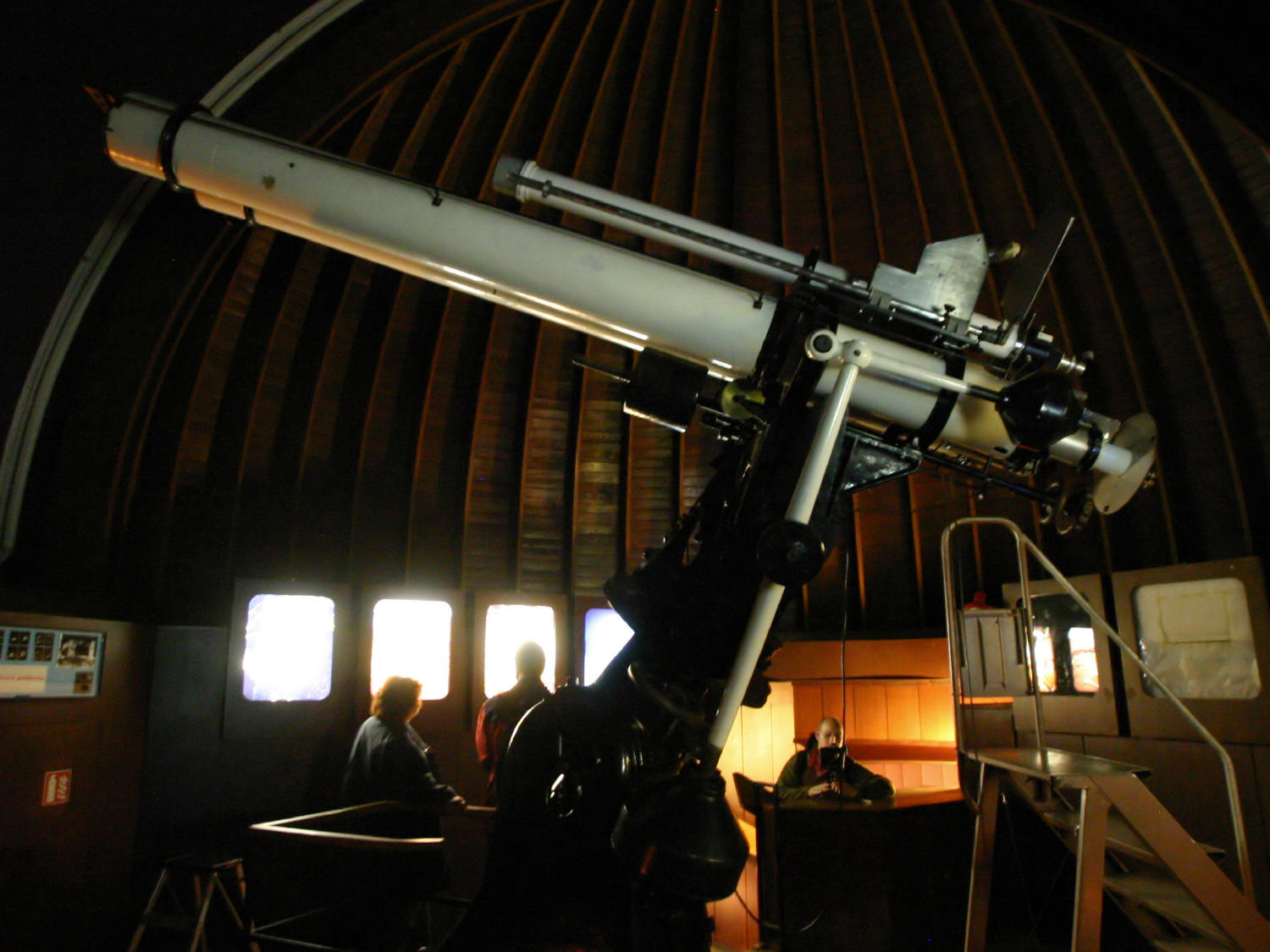
Der Doppelrefraktor von Rudolf König ist heute am Štefánik-Observatorium bei Prag im Einsatz.

1906 errichtete er in Wien XIII, Kupelwiesergasse 12 an seinem Wohnhaus eine Privatsternwarte. Hauptinstrument war ein Doppelrefraktor mit 18 cm und 21 cm Öffnung von Carl Zeiss auf einer massiven äquatorialen Montierung, der für die Astrofotografie ausgelegt war.
König führte u. a. umfangreiche Beobachtungen des Erdmondes, von Kometen und Sternhaufen durch, bestimmte die exakte Position von 8.000 astronomischen Objekten und veröffentlichte einen Mondatlas.
Nach seinem Tod verkaufte seine Witwe den Doppelrefraktor an die „Böhmische Astronomische Gesellschaft“ zwecks Errichtung einer Volkssternwarte in Prag. Das Instrument wird heute vom Štefánik-Observatorium betrieben. Königs umfangreiche Fachbibliothek sowie andere astronomische Geräte gingen an die Universitätssternwarte Wien. Die 6 m große Kuppel seiner Privatsternwarte besteht heute noch, wird jedoch nicht mehr für Beobachtungen genutzt.
Zu Königs Gedenken wurde 1935 der Mondkrater König nach ihm benannt.